# Liuhou (köpinghuvudort i Kina, Shaanxi, lat 33,69, long 106,85)
Liuhou är en köpinghuvudort i Kina. Den ligger i provinsen Shaanxi, i den nordvästra delen av landet, omkring 200 kilometer väster om provinshuvudstaden Xi'an. Antalet invånare är 2 988. Befolkningen består av 1 364 kvinnor och 1 624 män. Barn under 15 år utgör 12,0 %, vuxna 15-64 år 75 %, och äldre över 65 år 12,0 %.
Runt Liuhou är det ganska glesbefolkat, med 23 invånare per kvadratkilometer. Närmaste större samhälle är Liuba Chengguanzhen, 10,5 km sydost om Liuhou. I omgivningarna runt Liuhou växer i huvudsak blandskog.
Genomsnittlig årsnederbörd är 937 millimeter. Den regnigaste månaden är juli, med i genomsnitt 204 mm nederbörd, och den torraste är december, med 2 mm nederbörd.